# 9. letalski korpus (JLA)
Za druge 9. korpuse glejte 9. korpus.
9. letalski korpus je bil korpus vojnega letalstva in protiletalske obrambe v sestavi Jugoslovanske ljudske armade.

## Organizacija
1960
- poveljstvo
- 299. komunikacijski bataljon
- 9. polk VOJIN
- 16. izvidniška letalska eskadrilja
- 83. lovski letalski polk (23x F-86E)
- 172. lovsko-bombniški letalski polk (25x F-84G)
- 97. letalski polk

1961
- poveljstvo
- 299. komunikacijski bataljon
- 9. polk VOJIN
- 83. lovski letalski polk (16x F-86E)
- 172. lovsko-bombniški letalski polk (24x F-84G)
- 97. letalski polk (16x 214)
- 678. VTE
- 893. EZV
- 122. HAEV